# Замена (фильм, 2001)
Замена (англ. Motocrossed) — оригинальный фильм телеканала Disney вышедший в 2001 году. Фильм является вольной адаптацией пьесы Уильяма Шекспира — «Двенадцатая ночь». В фильме имеется большое количество продакт-плейсмента (рекламы) предметов одежды, как снаряжение для мотокросса и мотоциклы, которые были представлены реальными существующими компаниями, занимающимися экстремальными видами спорта. Например — Vans, Suzuki, No Fear и Fox Racing.

## Сюжет
Сюжет рассказывает о девушке-подростке по имени Андреа Карсон, которая страстно увлекается мотокроссом. Её отец считает, что она не должна увлекаться подобным видом спорта из-за того, что она «всего лишь девочка». Когда её брат-близнец получает травму перед серьёзной гонкой, их отец отправляется в Европу на поиски другого гонщика. Андреа при помощи матери тайно участвует в гонках вместо брата.